# Верциця (Сілезьке воєводство)
Верциця (пол. Wiercica) — село в Польщі, у гміні Пширув Ченстоховського повіту Сілезького воєводства.
Населення — 221 особа (2011).
У 1975-1998 роках село належало до Ченстоховського воєводства.

## Демографія
Демографічна структура станом на 31 березня 2011 року:
|          | Загалом | Допрацездатний вік | Працездатний вік | Постпрацездатний вік |
| -------- | ------- | ------------------ | ---------------- | -------------------- |
| Чоловіки | 100     | 19                 | 72               | 9                    |
| Жінки    | 121     | 15                 | 77               | 29                   |
| Разом    | 221     | 34                 | 149              | 38                   |